# Ortalis dispila
Ortalis dispila är en tvåvingeart som först beskrevs av Thomson 1869.  Ortalis dispila ingår i släktet Ortalis och familjen bredmunsflugor. Inga underarter finns listade i Catalogue of Life.